# Parholaspis
Parholaspis  es un género de ácaros perteneciente a la familia Parholaspididae.

## Especies
Parholaspis Berlese, 1918
- Parholaspis desertus Berlese, 1918
- Parholaspis meridionalis Ishikawa, 1980
- Parholaspis squameus Tseng, 1993
- Parholaspis wuhanensis Ma & Yan, 2001